# Rainbow Range (Chilcotin Plateau)
Die Rainbow Range, früher als Rainbow Mountains bezeichnet, ist eine Gebirgskette  in der kanadischen Provinz British Columbia.

## Geographie
Die Rainbow Range liegt etwa  40 km nordwestlich des Anahim Lake an der Westgrenze des Chilcotin Plateau. Die Kette grenzt an die Coast Mountains in den Pacific Ranges im Süden und an die Kitimat Ranges im Norden. In einigen Klassifikationen wird sie als Teil der Coast Mountains angesehen. Sie liegt nördlich des Bella Coola River und des Atnarko River sowie südlich und  westlich des Dean River, welcher um ihre Nordflanke zieht, und östlich dessen sich die Ilgachuz Range befindet. Die Rainbow Range liegt in einem Gebiet mit trockeneren Klima als die westlich befindlichen gebirgigen Gebiete. Auch das Gelände ist hier nicht so stark zerklüftet wie die Berge im Westen.
Der einst im Ulkatcho-Dialekt der Carrier-Sprache, Tsitsutl (engl. „rainbow mountains“, also „Regenbogen-Berge“) genannte Gebirgszug hat diesen Namen an seinen höchsten Gipfel  (2495 m) verloren.

## Geologie
Die Rainbow Range ist ein acht Millionen Jahre alter miozäner massiger peralkaliner Schildvulkan im Anahim-Vulkangürtel, zu welchem auch die niedrigeren, aber ähnlichen Itcha Range und die Ilgachuz Range gehören. Der Schild hat einen Durchmesser von 30 km und ist heute stark von Gletschern erodiert, die im Laufe von Jahrmillionen tiefe Schrammen im vulkanischen Gestein und in den Sanden hinterlassen haben. Der Vulkanismus, der den Schild schuf, ist nicht gut untersucht und daher nur schlecht verstanden. Er wird für ein Ergebnis des Gleitens der Nordamerikanischen Platte über einen Hotspot gehalten, ähnlich dem, der die Hawaii-Inseln schuf und als Anahim Hotspot bezeichnet wird. Der einzig wirkliche separate Vulkangipfel, der mit der Rainbow Range in Zusammenhang steht, ist der Anahim Peak, welcher sich an ihrer Nordostflanke befindet. Andere Berge in der Kette sind stark erodierte Überbleibsel des Schildes wie der Beef Peak, der TaiaTaeszi Peak, der Mount MacKenzie und der Tsitsutl Peak.
Die Kette hat ihren Namen von den verschiedenen, intensiven Farben der Laven und Sande in ihrem Gebiet, die von der starken Mineralisation herrührt, ebenso wie die Spectrum Range auf dem Spatsizi Plateau.

## Schutzgebiete
Die Rainbow Range liegt teilweise im Gebiet des Tweedsmuir Provincial Park, während die östlich gelegenen Itcha Range und Ilgachuz Ranges den Kern des Itcha Ilgachuz Provincial Park bilden.